# Distrito de Huicungo
El distrito de Huicungo es uno de los cinco que conforman la provincia de Mariscal Cáceres, ubicada en el departamento de San Martín en el Norte del Perú. En este distrito se hallan las ruinas del Gran Pajatén, uno de los mayores complejos arquitectónicos de la cultura Chachapoyas.
Desde el punto de vista jerárquico de la Iglesia católica forma parte de la  Prelatura de Moyobamba, sufragánea de la Metropolitana de Trujillo y  encomendada por la Santa Sede a la Archidiócesis de Toledo en España.

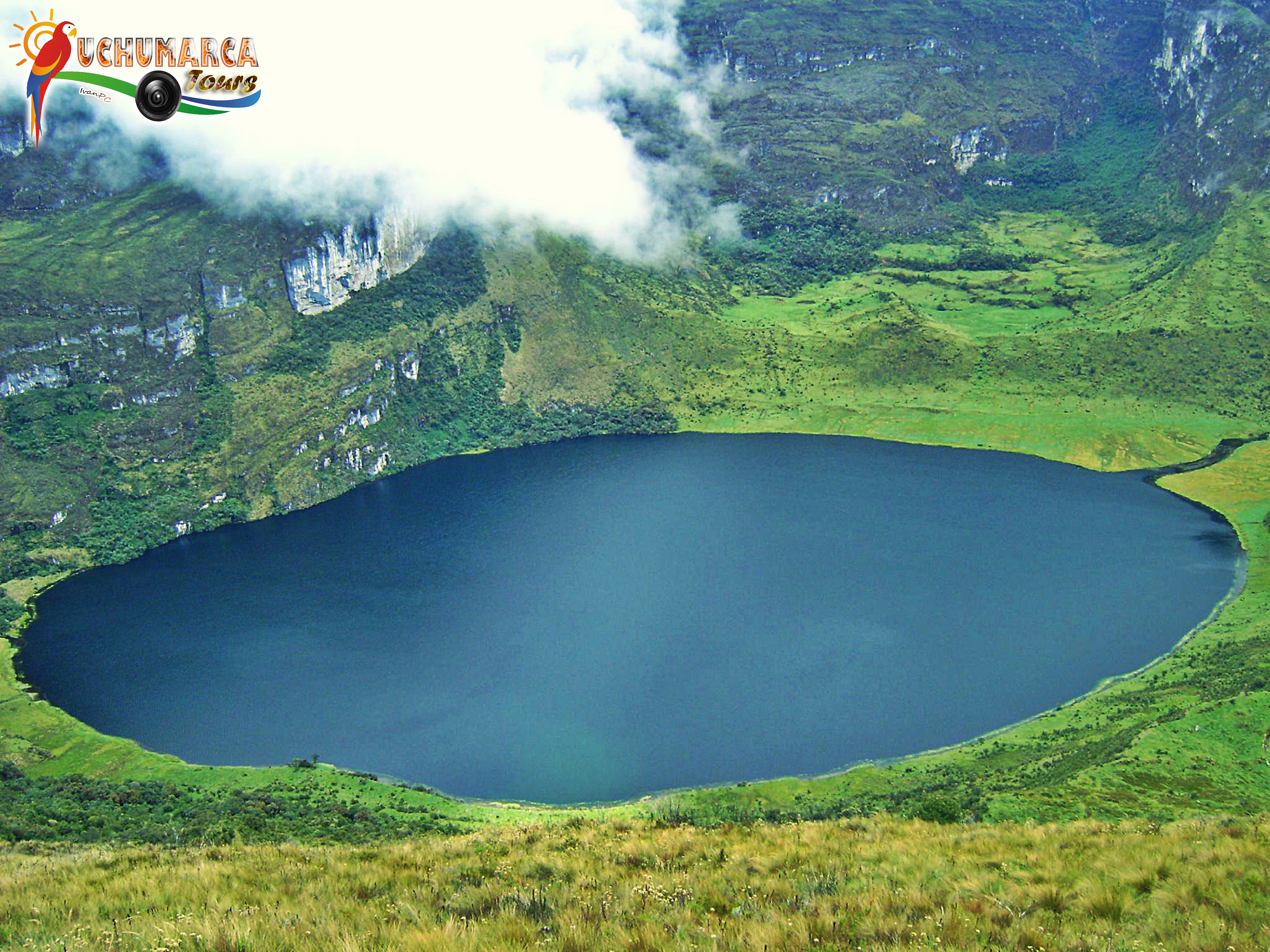
La laguna de Huayamba.

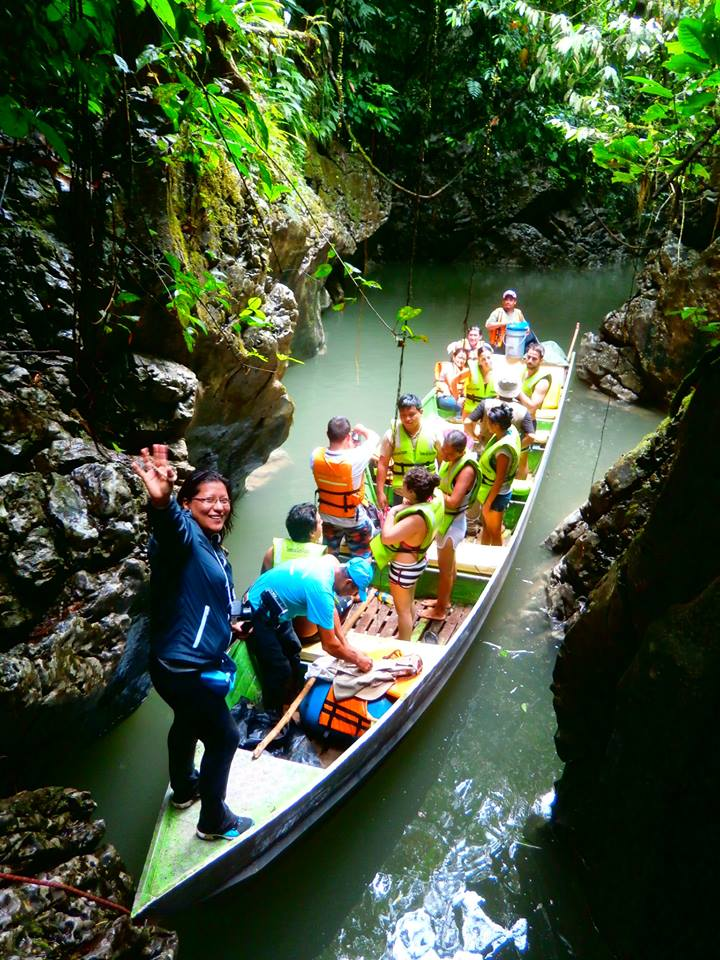
Canotaje en la quebrada de Churo.

## Geografía
La capital se encuentra situada a 335 m s. n. m.